# مجتمع غير نقدي

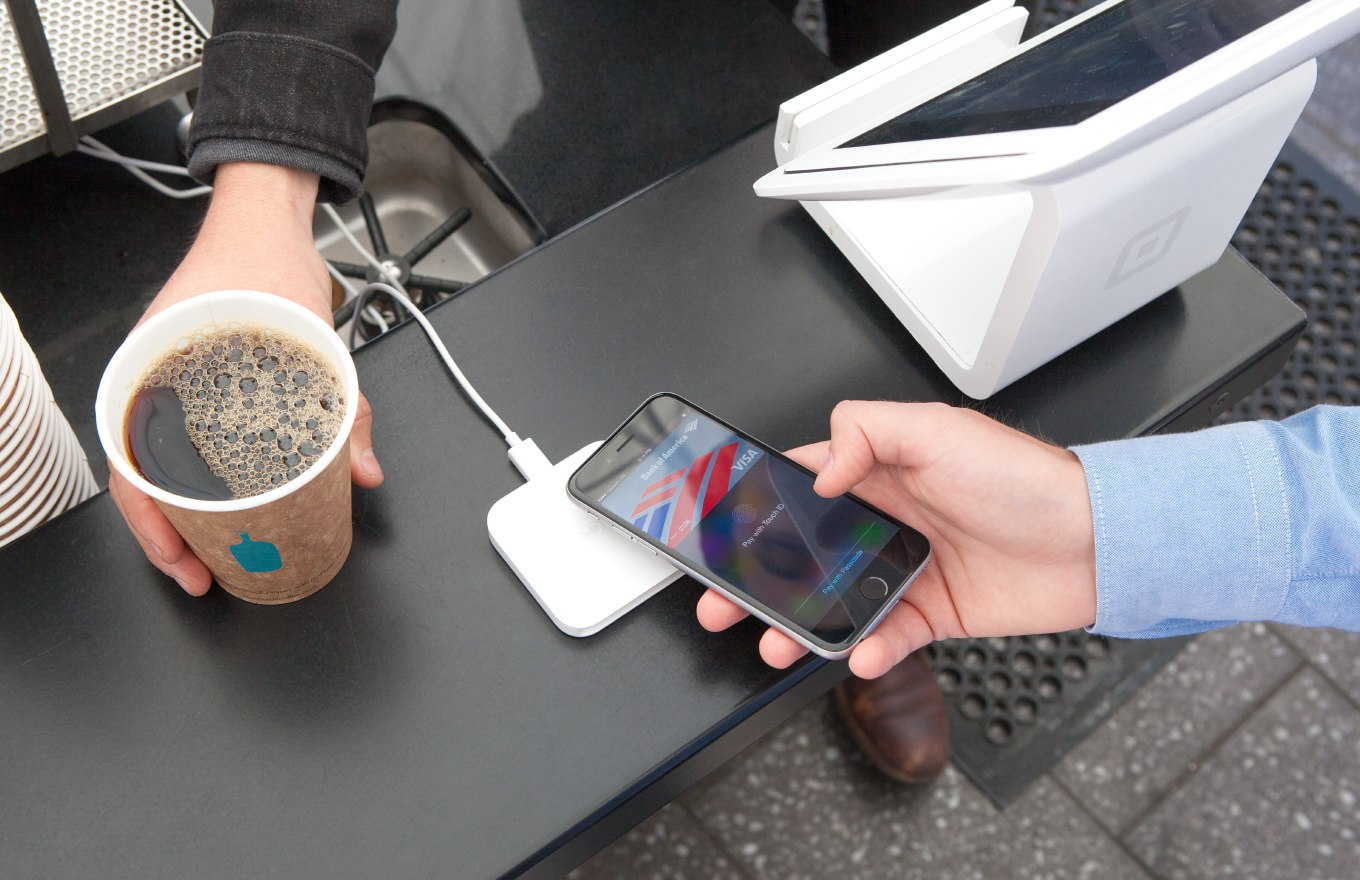
رجل يدفع ثمن القهوة بواسطة هاتف أيفون 6 بكل سهوله.

يشير مصطلح المجتمع غير النقدي إلى وضع اقتصادي تُنقل البيانات الرقمية (عادةً ما تكون أموالاً إلكترونية) بين أي طرفين بينهم معاملات مالية بدلاً من استخدام الأموال التي تتمثل في هيئة عملات ورقية أو نقدية. وقد نشأت هذه المجتمعات اعتماداً على نظام المقايضة وغيرها من طرق التبادل الأخرى كما أصبح من الممكن القيام بالتعاملات غير النقدية عبر العملات الإلكترونية كعملة بيتكون لBitcoin. يسلط هذا المقال الضوء على معنى مصطلح المجتمع غير النقدي من حيث التوجه المستقبلي والآثار المترتبة على استبدال المجتمع للعملات النقدية بنظيرها الإلكتروني، أي بمعنى آخر تُسجل العملة الرسمية (المال) وصرفها بشكل رقمي فقط.
تم طرح هذا المفهوم على نطاقٍ واسع خاصة وأن العالم يعيش موجة استخدامٍ سريع ومتزايد للأساليب الرقمية في تسجيل وإدارة وتبادل الأموال في التجارة والاستثمار والحياة اليومية في أماكن كثيرة من العالم بالإضافة إلى التعاملات المالية التي كان يتم القيام بها نقداً على مر العصور إلا أنها تتم غالباً بشكل إلكتروني في الوقت الحاضر. قد وضعت بعض الدول عدداً من الحدود للتعاملات المالية وقيمها التي يمكن تطبيق نظام الدفع النقدي فيها بشكلٍ قانوني.
وقد بدأ التوجه نحو إستخدام المعاملات والتسويات غير النقدية في الحياة اليومية منذ التسعينيات عندما أصبحت المعاملات المصرفية الإلكترونية واسعة الانتشار. ومنذ عام 2010 إلى وقتنا الحالي توسع الاعتماد على وسائل الدفع الرقمية بشكل أكبر في العديد من البلدان بما في ذلك الجهات الوسيطة كموقع باي بال التجاري وأنظمة المحفظة الرقمية التي تشغلها الشركات كشركة أبل بالإضافة إلى المدفوعات الرقمية بواسطة البطاقة الإلكترونية أو الهاتف الذكي أو الفواتير الإلكترونية والمصرفية وجميعها تستخدم بشكل واسع وبحلول عام 2010 أصبح استخدام النقد في بعض أنواع المعاملات المالية أمراً اعتيادياً على مر التاريخ لدفع المناقصات المادية والمبالغ النقدية الكبيرة التي يتم التعامل معها بنوع من الشك في بعض الحالات بسبب تنوعها وسهولة استخدامها في عملية غسيل الاموال وتمويل الإرهاب والحظر النشط من قبل بعض الموردين وتجار التجزئة وهذا ما يعبر عنه ب"الحرب على المبالغ النقدية" ". وقد سجلت المملكة المتحدة منذ عام 2016 أن واحداً من بين سبعة أشخاص لم يعد يستخدم العملات النقدية في تعاملاته ولا يحملها في حين أظهرت دراسة استقصائية للمستهلك في عام 2016 أن 75٪ ممن شملهم البحث يفضلون بطاقة الائتمان أو بطاقة القرض كوسيلة للدفع في حين أن 11٪ فقط يفضلون الدفع النقدي. وبحلول عام 2017 ساهمت طرق الدفع الرقمية كتطبيق فينمو و سكوير في المعاملات غير النقدية حيث يسمح تطبيق فينمو للأفراد بالدفع بشكلٍ مباشر للأخرين دون الحاجة إلى العملات النقدية بينما يعد تطبيق سكوير ابتكاراً يسمح للمشاريع التجارية الصغيرة باستقبال مدفوعات عملائها رقمياً.
كما أعتبر هذا التغيير أمراً مثيرا للجدل ومشؤوماً ومثيراً للرعب في بعض الأوقات وذلك لأنه مفهوم مرتبط بأسعار الفائدة السلبية وضريبة المعاملات المصرفية ونظام الضرائب العالمي فمثل هذه الخطوة قد تكون امراً مفيداً وخطيراً على حد سواء خاصة مع آثارها واسعة الانتشار، ومن جانب آخر قد تكون ذات فوائد كبيرة على الحكومات والاقتصادات المركزية في إطار التضخم السلبي العالمي والتيسير الكمي والمراقبة المركزية للنقود. غير أن عدم استخدام النقد منح الدولة القومية ومقدمي الخدمات للطرف الثالث السيطرة الكاملة على المعاملات والاستثمارات والاستخدام الفردي بالإضافة إلى المعلومات التي تخص كل هذا حيث أن الفرد لا يستطيع تجنب أموال الطرف الثاني كنظام خارجي قادر على التحكم بهذه الأموال. وقد عملت العديد من البلدان على تنظيم وحظر العملات الرقمية الخاصة كنظام بتكوين.  بينما يفترض أن يعود بفائدة على مكافحة الجرائم والإرهاب., وقد برزت العديد من المخاوف مما يوصف بالعواقب الخطيرة والغير مقصودة. مما يعني أنه قد يكون الناس مجبرين على قبول أسعار الفائدة السلبية كما أن المال سيتم التحكم به بشكلٍ أكثر تفصيلاً ومثالاً على ذلك: قد تصبح بعض أنواع المبالغ النقدية تكون بلا قيمة ان لم تنفق بطريقة أو في أوقات محدده مالم سيؤدي ذلك إلى انخفاض قيمته تدريجياً، هذا النظام يجعل مدخرات الفرد والمعلومات التي تخص دخله والتعاملات المالية التي يقوم بها يمكن أن تصبح في متناول أي شخص قادراً على الوصول إلى تلك السجلات إما بطرق مشروعة (السلطة الأمنية أو سلطات الضرائب) أو بطرق غير مشروعة (المخترقين والأشخاص الذي لديهم القدرة على الوصول إلى المعلومات ذات العلاقة). وهذا يعني أيضاً أنه وبكل بساطة يمكن حرمان الناس جماعات أو أفراد من أموالهم النقدية، وذلك في حاله فقدانهم القدرة على الوصول إلى حساباتهم في وسائط الصرف غير النقدية
Iويعد المجتمع غير النقدي مجتمعاً يسهل التعاملات المالية بشكلٍ كبير ويجعلها أمراً مريحاً إلا انه يزيد من الجهل بالإنفاق الفردي وقابلية التعرض للاحتيال كما يجعل المستهلكين أقل وعياً بمقدار استهلاكهم عند قيامهم بتمرير بطاقتهم لإتمام معامله ما بدلاً  من تحديد ميزانية لحاجاتهم والدفع نقداً كما أنه يجعل الأفراد أكثر عرضة للنصب ويعود السبب في المعاملات النقدية. وكلا نوعي الاحتيال على بطاقات الائتمان يكون عندما يحصل اللصوص على بيانات البطائق يدوياً أو من خلال برنامج إلكتروني خفي.

## مبلغ النقد المتداول
بالرغم من ان فكرة المجتمع غير النقدي قد تم نقاشها ودراستها على نطاق واسع الا أن الدول مازالت تستمر في طباعة الأوراق النقدية. ويضم الجدول الموضوع ادناه والمأخوذ من موازنات الدول الأعضاء في بنك التسويات الدولية معظم الأوراق النقدية العالمية . وتعد دولة جنوب أفريقيا التي تتعرض مقدار طباعتها للأوراق النقدية لتقلبات واسعة بالمقارنة مع الدول الآخرى استثناء إلى جانب السويد التي بدأت بتقليل ضخ عملتها الورقية منذ عام 2007،  القيم الموجودة في هذا الجدول منسبة إلى عدد السكان في كل دولة، ولذا فإنه قد تم تحجيمها نسبةً إلى التغيرات السكانية وحتى وإن بلغت الزيادة 3% فأنها ستظل أعلى من أي نمو في الناتج المحلي.
مبلغ النقد المتداول:
الحصة المقدرة للمدفوعات التي تتم بواسطة  الطرق غير النقدية
| الدولة                     | %  |
| سنغافورة                   | 61 |
| هولندا                     | 60 |
| فرنسا                      | 59 |
| السويد                     | 59 |
| كندا                       | 57 |
| بلجيكا                     | 56 |
| المملكة المتحدة            | 52 |
| الولايات المتحدة الأمريكية | 45 |
| أستراليا                   | 35 |
| ألمانيا                    | 33 |
| كوريا الجنوبية             | 29 |
| إسبانيا                    | 16 |
| البرازيل                   | 15 |
| اليابان                    | 14 |
| الصين                      | 10 |
| الإمارات العربية المتحدة   | 8  |
| تايوان                     | 6  |
| إيطاليا                    | 6  |
| جنوب أفريقيا               | 6  |
| بولندا                     | 5  |
| روسيا                      | 4  |
| المكسيك                    | 4  |
| اليونان                    | 2  |
| كولومبيا                   | 2  |
| الهند                      | 2  |
| كينيا                      | 2  |
| تايلاند                    | 2  |
| ماليزيا                    | 2  |
| السعودية العربية           | 1  |
| بيرو                       | 1  |
| مصر                        | 1  |
| أندونيسيا                  | 0  |
| نيجيريا                    | 0  |

العملات الورقية والعملة المتداولة في نهاية العام

يتم التعبير عن القيم بالعملة الأصلية وتكون القيمة الإجمالية للفرد.
| الدولة           | متوسط العام | 2011     | 2012      | 2013      | 2014      | 2015      |
| ---------------- | ----------- | -------- | --------- | --------- | --------- | --------- |
| تركيا            | 12.1%       | 751      | 815       | 993       | 1,115     | 1,332     |
| كوريا            | 11.9%       | 975,301  | 1,084,361 | 1,259,466 | 1,483,891 | 1,711,506 |
| المكسيك          | 8.0%        | 7,017    | 7,270     | 7,802     | 8,934     | 10,303    |
| الهند            | 7.9%        | ₹8,871   | ₹9,696    | ₹10,546   | ₹11,431   | ₹12,965   |
| البرازيل         | 6.0%        | R$825    | R$941     | R$1,016   | R$1,091   | R$1,103   |
| هونج كونج        | 6.0%        | 37,962   | 42,063    | 47,110    | 48,649    | 50,763    |
| سنغافورا         | 5.5%        | 5,301    | 5,481     | 5,863     | 6,292     | 6,943     |
| السعودية         | 5.4%        | 4,928    | 5,234     | 5,547     | 5,879     | 6,407     |
| الولايات المتحدة | 5.1%        | $3,453   | $3,725    | $3,926    | $4,218    | $4,433    |
| سويسرا           | 4.4%        | 7,401    | 8,091     | 8,495     | 8,622     | 9,169     |
| روسيا            | 3.8%        | ₽48,284  | ₽53,598   | ₽57,942   | ₽61,523   | ₽58,270   |
| منطقة اليورو     | 3.8%        | €2,721   | €2,787    | €2,913    | €3,089    | €3,280    |
| استراليا         | 3.8%        | $2,639   | $2,739    | $2,873    | $2,999    | $3,175    |
| كندا             | 3.2%        | $1,937   | $1,995    | $2,058    | $2,134    | $2,271    |
| اليابان          | 3.2%        | ¥692,858 | ¥715,452  | ¥744,471  | ¥769,088  | ¥811,266  |
| المملكة المتحدة  | 3.2%        | £913     | £948      | £968      | £1,019    | £1,067    |
| جنوب افريقا      | -3.7%       | R2,137   | R3,021    | R2,253    | R2,521    | R1,765    |
| السويد           | -6.9%       | 10,515kr | 10,059kr  | 8,849kr   | 8,578kr   | 7,362kr   |

## المعاملات غير النقدية مقابل إنخفاض النقد
إن المعيار العام لقياس مدى قرب دولة ما من أن تصبح مجتمعاً غير نقدي يتمثل في عدد المدفوعات غير النقدية في التعاملات المالية بن الأفراد في هذه الدولة أو المعاملات من شخص إلى آخر والتي تتم في ذلك البلد. فعلى سبيل المثال تقوم بلدان الشمال الأوروبي بمعاملات غير نقدية أكثر من معظم الدول الاوربية الأخرى.
يبلغ متوسط الدفع بالبطاقات للفرد الواحد في السنة 88.4 في البلدان ال 33 التي يغطيها الكتاب السنوي لبطاقات الدفع من 2015 إلى 2016 وبالمقارنة. فإن المتوسط الدنماركي يقدر ب 268.6 سنويا، أما المتوسط الفنلندي 243.6،  في حين أن المتوسط الايسلندي هو 375.5 والمتوسط النرويجي 353.7،  والمتوسط السويدي 270.2.وهذا يجعل المدفوعات بالبطاقة في بلدان الشمال الأوروبي ضعفين ونصف إلى أربعة اضعاف أعلى من المتوسط الأوروبي 
ويمكن للنقد أن يلعب دوراً كخازن للقيمة النقدية تماماً  كالسلع مثل الألماس والذهب والفضة والبلاتين أو العقارات والتحف ويمكن أن تتفاوت مستويات النقد المتداول على نطاقٍ واسع بين بلدين ذات مقياس مماثل للمعاملات غير النقدية.
فعلى سبيل المثال تمتلك الدنمارك أكثر من ضعف المبلغ النقدي المتداول كالسويد وبنسبة أعلى بكثير من الأوراق النقدية ذات القيمة الأكبر والتي تقدر ب 1000 ألف كروني.
وقد قررت كوريا الجنوبية إنهاء تعاملاتها المالية باستخدام العملات المعدنية كعملة رسمية بحلول عام 2020، لذا عند قيامك بأي صفقة نقدية بشكلٍ كامل فما عليك إلا تنسى مسألة حصولك على مبلغ نقدي قيمتة أقل من قيمة أصغر عملة ورقية وهي 1000ون أي ما تساوي أقل من دولاراً أمريكي واحد. هذا التغيير في التعامل النقدي سيزيد بلا شك وبشكل أكبر من عدد التعاملات الالكترونية في البلد ولكن بسبب الاستخدام واسع الانتشار للعملة الورقية من فئة 50,000 يعني أنه مازال بإمكان المواطنين استخدام العملة الورقية كوسيلة لتخزين النقد بسهولة. 
وغالباً ما ترتبط السيطرة الكبيرة للأوراق النقدية لأي عملة ما بالنشاط الإجرامي والتزوير والتهرب من دفع الضرائب حيث أعلنت المملكة المتحدة بعد الحرب العالمية الثانية أن الأوراق النقدية من فئة 5 باوند أو أقل هي العملات الرسمية فقط نتيجة لخوفهم من تزوير النازيين للنقد.
من جانب آخر، أعلنت حكومة الولايات المتحدة الأمريكية في عام 1969 أن الاوراق النقدية من فئة 100 دولار أو أكثر تعد عملة رسمية باستثناء تلك التي تحتفظ بها الحكومة فإنه سيتم اتلافها وبذلك لن يتم إصدار أوراق نقدية جديدة في المستقبل. فقد سجل عام 1945 آخر تاريخ لطباعة الأوراق النقدية من هذه الفئة كما قامت كندا بالشيء نفسه مع الأوراق النقدية من فئة 1000 دولار في عام 2000 . للسويد فقد قامت بطباعة أوراق نقدية من فئة
10,000كرونا في عام 1939 وعام 1958 إلا أنها أعلنت انها غير صالحة للصرف نقديا بعد تاريخ 31 من ديسمبر عام 1991.وكذلك أعلنت جمهورية سنغافورة أنها ستتوقف عن طباعة الأوراق النقدية من فئة 10,000دولار سنغافوري كما أعلنت منطقة اليورو أن الأوراق النقدية الرائجة من فئة 500 يورو لن تشملها الاصدارات النقدية القادمة بيد أن البنك المركزي الأوربي لم يعلن بعد عن رغبته في خفض مقدار النقد في التداول أو حتى استبدال قيمتها ببساطة بأوراق نقدية ذات رواجٍ أقل. 